# 후두개염
후두개염(喉頭蓋炎, epiglottitis은 후두개의 염증으로서, 후두개는 음식이 기관 안으로 들어가는 것을 막아주는 역할을 한다.
증상으로는 급성이 보통이며 삼키는데 문제가 생김으로써 침을 흘릴 수 있고 목소리가 변화하며 발열이 있을 수 있고, 숨쉬는 속도가 가팔라질 수 있다.
후두개염은 역사적으로 대부분 B형 헤모필루스 인플루엔자 감염에 의해 발병한다.
효과적인 백신으로서 B형 헤모필루스 인플루엔자 백신(Hib vaccine)이 1980년대 이후부터 판매되기 시작했다.